# پوست میوه

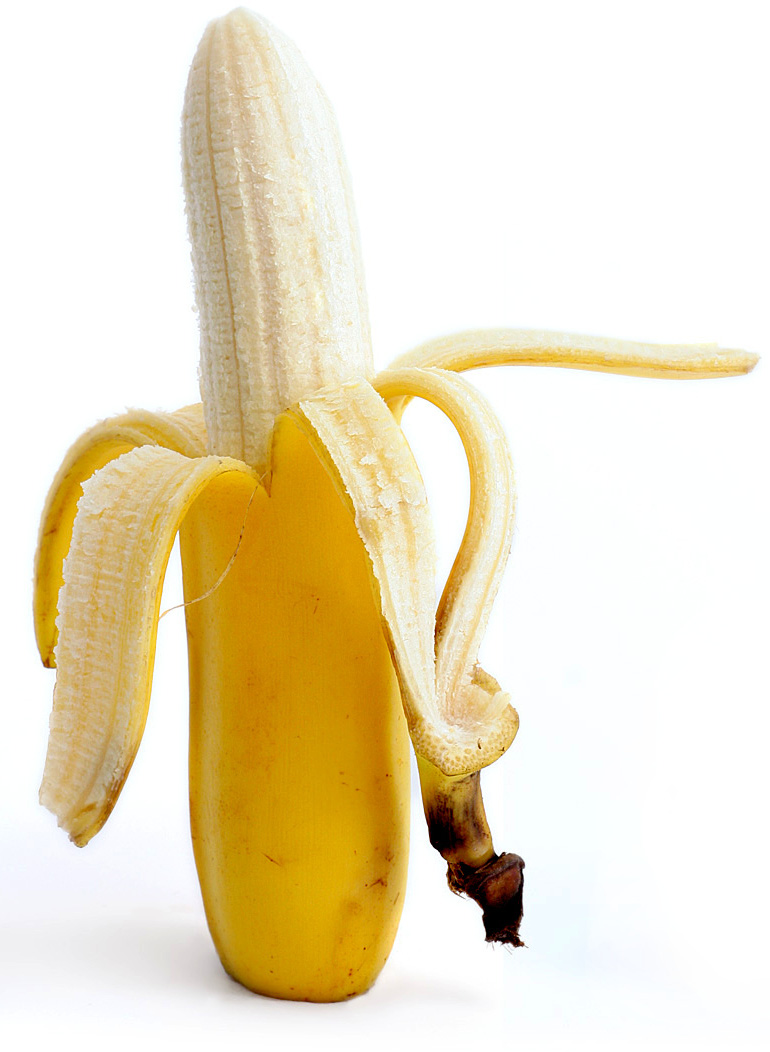
یک موز نیمه‌پوست‌کنده

پوست میوه، لایهٔ محافظتی خارجی میوه است که می‌توان آن را به عنوان یک لایهٔ جداگانه جدا کرد و کَند. محفظهٔ خارجی مغزدانه‌ها «پوست میوه» محسوب نمی‌شود؛ چراکه نمی‌توان آن را با دست، چنان‌که پیش‌تر گفته شد جدا کرد. پوست میوه بسته به ضخامت و مزه، گاه به همراه میوه خورده می‌شود (مانند پوست سیب). گاه پوست میوه برای مصرف خوراکی ناخوشایند است و خوراکی نیست که در این حالت جدا شده و دور انداخته می‌شود. پوست برخی میوه‌ها، مانند انار، دارای مقادیر زیاد تانن و مواد گیاهی مانند آن است و در تولید رزانه به کار گرفته می‌شود. پوست مرکبات تلخ است و معمولاً به طور خام خورده نمی‌شود؛ اما ممکن است در آشپزی استفاده شود. همچنین از بخشی از پوست میوه ممکن است برای تهیه مارمالاد یا سوپ میوه استفاده شود.

## نگارخانه

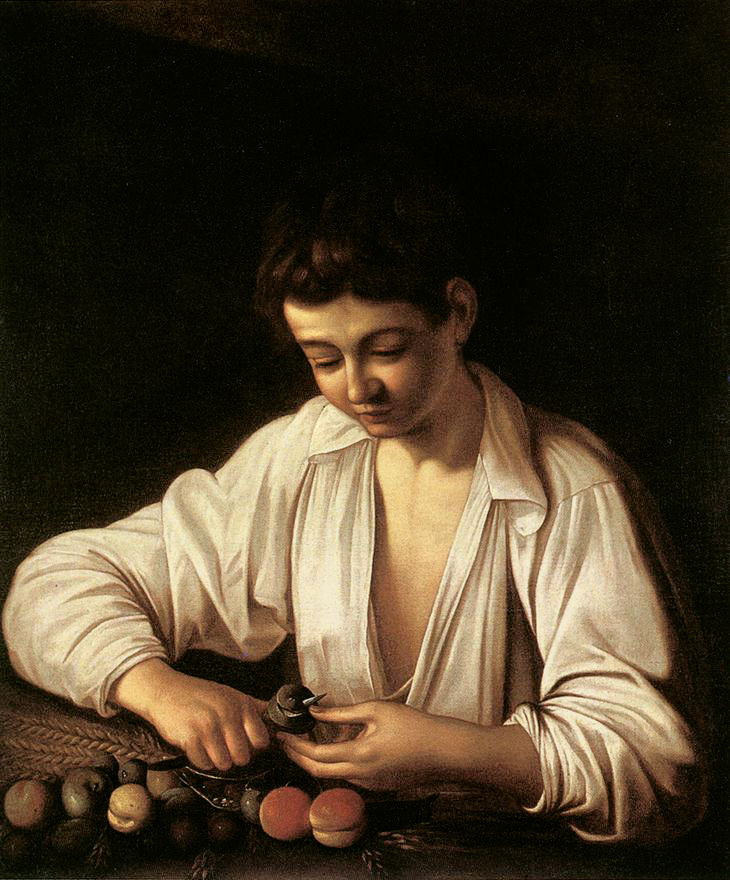
پسر در حال پوست کندن میوه (کاراواجو)